# Артур Тел Шваб
Артур Тел Шваб (Дален, Саксонија, 4. септембар 1896 — Siglingen, Стафордшир, 27. фебруар 1945) био је швајцарски атлетичар чија је специјалност брзо ходање на 50 километара, освајач медаља на олимпијским играма и европским првенствима.

## Спортска биографија
Артур Шваб потиче из швајцарске имигрантске породице. Одрасатао је у Берлину. Ту је основао механичарску радионицу, а своје слободно време посветио је тренирању брзог ходања у берлиском атлетском клуби Шарлотенбург и од 1931. до 1935. поставо светски рекордер у брзом ходању на 5.000 метара. Од 1935. до 1941. био је светски рекордер у дисциплини ходања на 15 км.
Три пута је учествовао на Летњим олимпијским играма 1924. у Паризу, 1932. у Лос Анђелесу и 1936. у Берлину. Иако је нацистичко руководство покушало да га придобије да се на међународним такмичењима такмичи за Немачку, није попустио и наставио је под швајцарском заставом. Највећи успех постигао је баш у Немачкој 1936. у Берлину освојивши сребрну медаљу у брзом ходању на 50 километара. Пре тога на 1. Европском првенству 1934. у Торину отвојио је исто сребрну медаљу.
Након што је провео неколико ратних година у Берлину, одлучио је почетком 1945. године избећи у Швајцарску. Ушао је у последњи воз који је превозио швајцарску мисију, али је у ваздушном нападу на железничку станицу убијен.
Његов син Фриц Шваб је такође био атлетичар у дисциплини у којој се такмичио и његов отац. На Летњим олимпијским играма 1948. у Лондону освојио је бронзу, а 1952. у Хелсинкију сребро у дисциплини ходања на 10.000 метара.

## Значајнији резултати
| Датум | Такмичење          | Место       | Дисциплина   | Пласман | Резултат  |
| ----- | ------------------ | ----------- | ------------ | ------- | --------- |
| 1924. | Олимпијске игре    | Париз       | 10 км ходање | 5.      | 13,32     |
| 1932. | Олимпијске игре    | Лос Анђелес | 50 км ходање | НЗ      | НЗ        |
| 1934. | Европско првенство | Торино      | 50 км ходање |         | 4:53:08,6 |
| 1936  | Олимпијске игре    | Берлин      | 50 км ходање |         | 4:32:09,2 |

## Лични рекорди
Ходање 10 км — 46:02,0 (1936)
Ходање 50 км — 4:31:32 (1935)